# Johann Cingroš

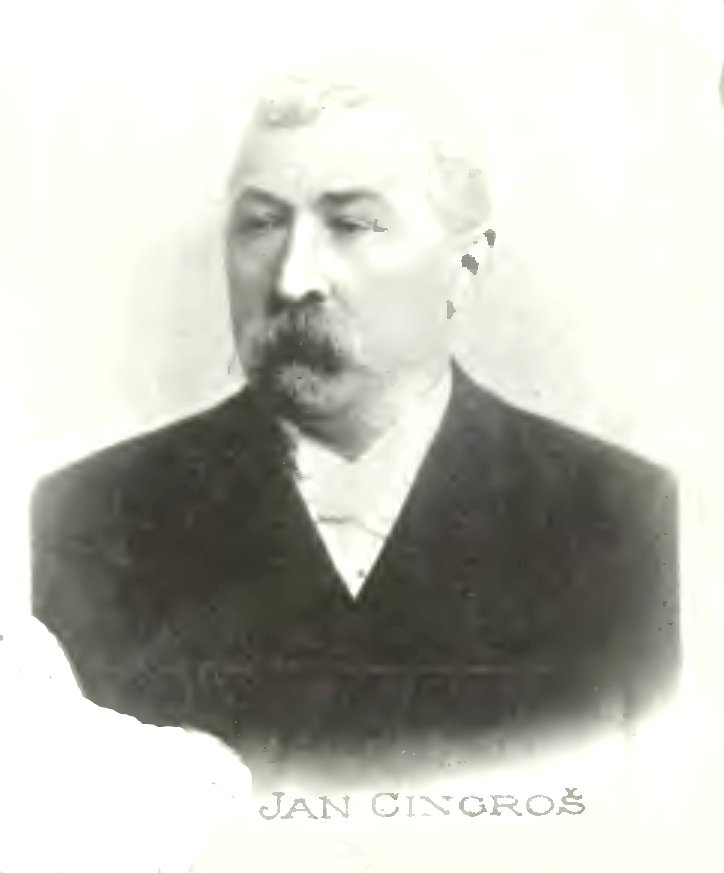
Johann Cingroš im Jahre 1899

Steinmetzerei Johann Cingroš in Pilsen (1898)

Johann Cingroš (* 17. Juli 1841 in Pilsen-Bolevec; † 15. März 1906 in Mailand), tschechisch Jan Cingroš, war ein bedeutender k.u.k. Hof- und bürgerlicher Steinmetzmeister in Pilsen, Böhmen, in Österreich-Ungarn. Johann Cingroš gilt als Begründer der österreich-ungarischen Syenit-, Granit- und Porphyr-Industrie. Sein Hauptaugenmerk bei der Gründung seines Unternehmens lag auf der Bearbeitung des Materials. Ende des 19. Jahrhunderts hatte er sein Unternehmen zu einem der größten seiner Art in Europa gemacht.

## Biografie

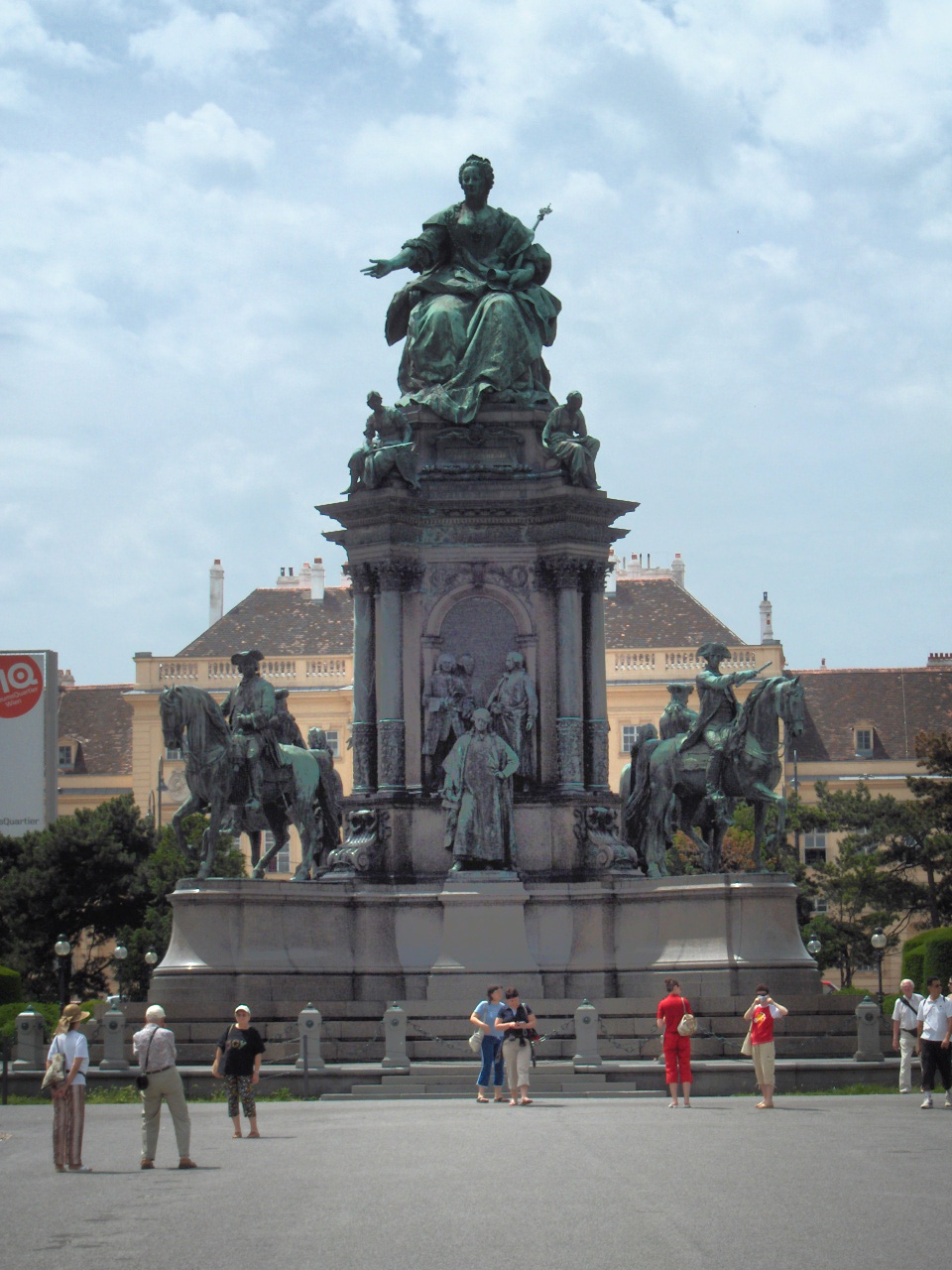
Johann Cingroš war an der Errichtung des Wiener Maria-Theresia-Denkmals beteiligt

Er war am 17. Juli 1841 in Bolevec (heute Stadtteil von Pilsen) geboren.
1866 gründete er durch sein Unternehmen das erste Syenit-, Granit- und Porphyr-Werk, verbunden mit Steinschleiferei und Sägerei in Böhmen, möglicherweise in ganz Österreich. Er festigte sein Unternehmen durch Erwerb zahlreicher Brüche verschiedener Steinarten im In- und Ausland. Dies führte in kurzer Zeit dazu, dass er Aufträge für die damals bedeutendsten Monumental- und Bauarbeiten übernehmen konnte und selbst den höchsten Anforderungen an seine Leistungsfähigkeit zur Zufriedenheit der Auftraggeber entsprach.
Infolge des wachsenden Rufes seiner Firma verbreitete sich das Absatzgebiet bald auch auf das Ausland, obwohl dort bereits ähnliche und größere Unternehmen existierten. So lieferte die Firma zu vielen der größten Monumentalbauten des In- und Auslandes dekorative und polierte Arbeiten, zum Beispiel für das Maria-Theresia-Denkmal in Wien, das Siegesdenkmal in Darmstadt, die Arbeiten am Equitable-Bau in Wien und Madrid, sowie Bauten in New York, Budapest und viele andere.
Für die Qualität der Arbeit und dem Erfolg wurde Cingroš mehrfach geehrt. So besuchte 1885 Kaiser Franz Joseph I. die Fabrik und sprach seine Zufriedenheit aus. Dem Chef der Firma Johann Cingroš verlieh der Kaiser mittels Hofdekret vom 23. Oktober 1885 den Titel eines k.u.k. Hof-Steinmetzmeisters. Auch andernorts zollte man Johann Cingroš' Leistungen Anerkennung, seine Erzeugnisse wurden auf den Ausstellungen in Eger 1881, Triest 1882, Budweis 1884, Prag 1891, Sofia 1892 und Chicago 1893 prämiert.
Ende des 19. Jahrhunderts wuchs das Unternehmen und das Absatzgebiet im In- und Ausland weiter. Eine Filiale wurde in Olmütz eröffnet, ebenso wurden in Wien und Budapest kommerzielle Vertretungen errichtet, später auch in Odessa und London.
Er starb am 15. März 1906 in Mailand während seines Krankheitsurlaubs und wurde in Pilsen begraben. Das Unternehmen wurde durch seinen Sohn Karel Cingroš und Neffen Václav Cingroš übernommen.
Im Archiv der Bestattung Wien finden sich drei Briefe Cingroš' an einen Wiener Steinmetzmeister aus 1908 und 1909.